# ᶀ
ᶀ, appelé b crochet palatal, est une lettre latine utilisée auparavant dans l'alphabet phonétique international, rendu obsolète en 1989, lors de la convention de Kiel.

## Utilisation
La lettre ᶀ était utilisée pour représenter une occlusive bilabiale voisée palatalisée. Après 1989, la lettre est changée pour bʲ.

## Représentations informatiques
Le b crochet palatal peut être représenté avec les caractères Unicode suivants : 
- composé (Supplément phonétique étendu) :

| formes    | représentations | chaînes de caractères | points de code | descriptions                              |
| --------- | --------------- | --------------------- | -------------- | ----------------------------------------- |
| minuscule | ᶀ               | ᶀ                     | U+1D80         | lettre minuscule latine b crochet palatal |

- décomposé et normalisé NFD (Alphabet phonétique international, diacritiques) :

| formes    | représentations | chaînes de caractères | points de code | descriptions                                          |
| --------- | --------------- | --------------------- | -------------- | ----------------------------------------------------- |
| minuscule | b̡               | b◌̡                    | U+0062 U+0321  | lettre minuscule latine b diacritique crochet palatal |